# Kinn
Kinn és un municipi situat al antic comtat de Vestland, Noruega.